# هیروشی میوا
هیروشی میوا (انگلیسی: Hiroshi Miwa؛ زادهٔ ۲ سپتامبر ۱۹۴۰)  بازیکن هاکی روی چمن اهل ژاپن بود.